# Bojong (Wonosegoro)
Bojong is een bestuurslaag in het regentschap Boyolali van de provincie Midden-Java, Indonesië. Bojong telt 3405 inwoners (volkstelling 2010).